# Santana (Crateús)
Santana é um distrito do município brasileiro de Crateús, no interior do estado do Ceará. Segundo o censo demográfico de 2022, realizado pelo Instituto Brasileiro de Geografia e Estatística (IBGE), sua população era de 2 028 habitantes e havia 694 domicílios particulares permanentes ocupados. Foi criado pela lei municipal nº 218 de 6 de dezembro de 1996.
De acordo com o IBGE, em 2010 a população era de 2 094 habitantes e havia 789 domicílios particulares.